# Custom.build num. 80
Custom.build num. 80 è il primo album del progetto solista Iconoclash di Boosta con la collaborazione di Marco Rainò e Tiziano Lamberti.
L'album rappresenta il primo esperimento di de-mix, un tipo di modulazione del suono dove le canzoni vengono decostruite tramite innovative tecniche di elaborazione digitale.
Le canzoni demixate sono vecchie canzoni italiane e inglesi, come rock.n.roll robot (anche se canzoni come questa sono state decostruite in lingua inglese).
L'album contiene non solo de-mix, ma anche piccoli intervalli (01-Intro (English), Coffee Break (English), Outro (italian?)), due canzoni senza copyright cantate interamente da Boosta (the Experiment One e Landscape) e una serie di spazi vuoti di cinque secondi, che fanno arrivare l'album a sessantasei immaginarie canzoni (questo metodo sembra lo spazio vuoto utilizzato nelle canzoni finali degli album per dividerle con le secret song).

## Tracce
1. Intro (English) (00:32)
2. I Like Chopin (03:51)
3. Rock 'n' Roll Robots (03:23)
4. A Berlino... va bene (05:10)
5. Coffee Break (English) (00:19)
6. L'estate sta finendo (04:14)
7. Dolce vita (04:07)
8. Milano e Vincenzo (03:53)
9. Masterpiece (04:40)
10. Happy Children (04:04)
11. Polisex (04:13)
12. Outro (italian?) (00:33)
13. 36 -Customized silence [part i. materia] (ognuno di 5 secondi)
14. 45 -Customized silence [part ii. mezzo] (ognuno di 5 secondi)
15. -the Expired One (03:05)
16. 65 -Customized silence [part iii. quinta essenza] (ognuno di 5 secondi)
17. -Landscape (06:06)

## Formazione
- Davide Dileo.
- Marco Rainò.
- Tiziano Lamberti.